# Vaquer cridaner
El vaquer cridaner (Molothrus rufoaxillaris) és un ocell de la família dels ictèrids (Icteridae).

## Hàbitat i distribució
Habita pastures arbustives i marjals de les terres baixes, des de l'est i sud-est de Bolívia, Paraguai i extrem sud del Brasil, cap al sud, fins Uruguai i nord de l'Argentina.